# Dolcenera
Emanuela Trane, plus connue sous le nom de scène Dolcenera est une chanteuse italienne, née le 16 mai 1977 à Galatina, ville de la province de Lecce (Pouilles), mais originaire de Scorrano.

## Biographie
Depuis petite, elle étudie le piano et la guitare. À 14 ans, elle commence à écrire ses premières chansons. Sa carrière commence difficilement.
Dolcenera  participe en 2002 au programme Destinazione Sanremo, qui lui permet d'accéder à la catégorie jeunes du Festival de Sanremo 2003,  festival qu'elle gagne en 2003 avec la chanson Siamo tutti là fuori.  Après ce succès, elle commence à promouvoir son premier album Sorriso nucleare et part en tournée en Italie jusqu'en 2004.
En 2005, après sa victoire à l'émission de télé-réalité italienne Music Farm, elle présente son deuxième album Un mondo perfetto, qui se classe dans les meilleures ventes pendant presque un an. L'album obtient un disque de platine et les deux singles Mai più noi due et Continua, deviennent deux des plus grands succès commerciaux et radiophoniques de l'année.
Cette même année, elle gagne le prix De André et le Leone d'Argento à Venise en tant que révélation musicale de l'année. En outre, elle collabore avec des artistes italiens établis, comme Claudio Baglioni et Loredana Bertè.
En 2006 Dolcenera est officiellement invitée à participer de nouveau au Festival de Sanremo avec la chanson Com'è straordinaria la vita. Elle arrive à la deuxième place de la catégorie Femmes. De plus le premier single extrait de son album Il popolo dei sogni, reste pendant plusieurs semaines dans le classement des 30 meilleures ventes de singles et obtient un disque d'or.
En été 2006, elle entame le Welcome Tour 2006, et se produit dans toute l'Italie, ainsi que dans deux villes allemandes : Hambourg et Munich. Dans le même temps est publiée en Allemagne une nouvelle édition de l'album Un mondo perfetto incluant des chansons tirées du premier et du second album. En Italie, elle publie l'EP Dolcenera canta il cinema, contenant 5 chansons issues des bandes originales de films tels queMoulin Rouge et Hair.
Dans le mois de juillet, elle chante de nouveau avec Claudio Baglioni et est récompensée Venice Music Awards dans la catégorie Plus belle voix. En septembre, elle sort le single Piove (condizione dell'anima), qui atteint la 11e position au classement des meilleures ventes. En décembre, elle fait ses débuts à la télévision comme présentatrice pour MTV Italia.
En mars 2007, elle part en tournée en Allemagne avec la chanteuse autrichienne Christina Stürmer, qui sera l'objet de la publication d'un album live, promu par une nouvelle version du single Mai più noi due.

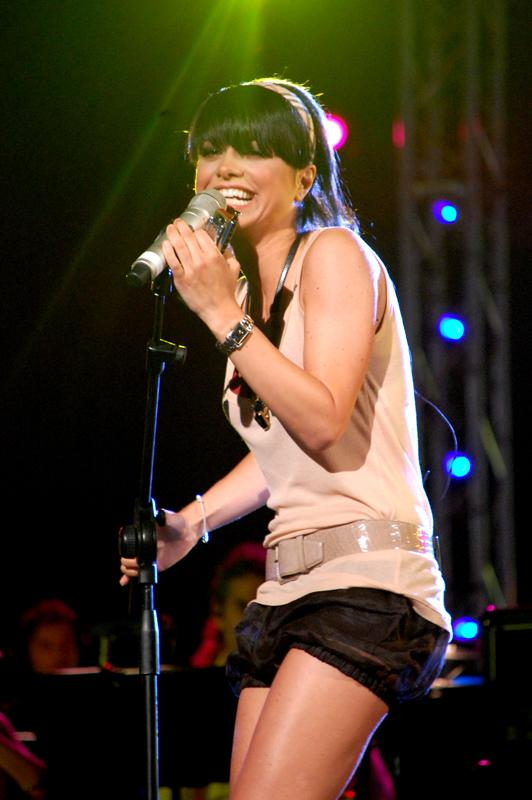
En concert en 2008

2008 marque son entrée dans le monde du cinéma, avec un rôle dans le film Scrivilo sui muri.
En mai, elle présente en exclusivité sur internet le vidéoclip du single Il Luminal d'immenso (L'ombra di lui), reprise italienne de la chanson A wolf at the door de Radiohead, une chanson qui parle de dépression, maladie dont la chanteuse a souffert en 2004.
En 2009 Dolcenera présente l'album Dolcenera nel paese delle meraviglie. Le 21 juin, elle participe à Amiche per l'Abruzzo, concert caritatif organisé par Laura Pausini au Stade Giuseppe-Meazza, pour les personnes touchées par le séisme de 2009 à L'Aquila : à cette occasion, elle collabore avec Irene Grandi, Noemi et Syria.
En 2011 elle est tête d'affiche au festival lesbien LesWeek.
En 2012, elle participe à la 62e édition du Festival de Sanremo avec la chanson Ci vediamo a casa. Elle termine sixième en finale. Au cours de ce concours, chaque artiste doit chanter en duo avec un chanteur international. Dolcenera a ainsi chanté avec Professor Green.
En 2014,  Dolcenera revient avec le single Niente al mondo et son sixième album Le stelle non tremano sort en 2015 et, pour la première fois, atteint à nouveau le top 5 des charts. Au Festival de Sanremo de 2016, elle atteint la 15e place avec Ora o mai più , la chanson a été incluse dans la nouvelle édition Le stelle non tremano. Dolcenera a ensuite été jurée lors de la quatrième saison de The Voice of Italy, remporté par sa candidate Alice Paba (it).

## Discographie

### Albums studio
- 2003 : Sorriso nucleare
- 2005 : Un mondo perfetto
- 2006 : Il popolo dei sogni
- 2006 : Dolcenera canta il cinema
- 2006 : Un mondo perfetto (Germany édition)
- 2007 : Un mondo perfetto (Tour édition)
- 2009 : Dolcenera nel paese della meraviglie
- 2011 : Evoluzione della specie
- 2015 : Le stelle non tremano

### Singles
- 2002 : Solo tu
- 2003 : Siamo tutti là fuori
- 2003 : Devo andare al mare
- 2004 : Vivo tutta la notte
- 2005 : Mai più noi due
- 2005 : Continua
- 2006 : Com'è straordinaria la vita
- 2006 : Passo dopo passo (Germany release)
- 2006 : Piove (condizione dell'anima)
- 2007 : Mai più noi due (Germany release)
- 2009 : Il mio amore unico
- 2009 : La più bella canzone d'amore che c'è
- 2009 : Un dolce incantesimo
- 2011 : Read All About It
- 2011 : Il sole di domenica
- 2011 : L'amore è un gioco
- 2012 : Ci vediamo a casa
- 2012 : Un sogno di libertà
- 2014 : Niente al mondo
- 2014 : Accendi lo spirito
- 2015 : Fantastica
- 2015 : Un peccato
- 2016 : Ora o mai più (le cose cambiano)
- 2016 : 100 mila watt

### Albums live
- 2003 : Dolcenera Tour Live 2003
- 2005 : Un Mondo Perfetto Tour 2005
- 2006 : Welcome Tour 2006
- 2007 : Welcome Tour 2007
- 2009 : Dolcenera nel Paese delle Meraviglie Tour 2009
- 2011 : Evoluzione della specie Tour
- 2011 : Evoluzione della specie Tour Teatrale

### DVD
- 2005 : Un mondo perfetto
- 2018 - Regina Elisabibbi (EP)

### Films
- 2007 : Il nuovo Messia
- 2007 : Scrivilo sui muri

### Bandes originales
- In fondo alla notte: dans le film La notte del mio primo amore
- Sei tu: dans le film Finché nozze non ci separino
- Mon Amour: dans le film Finché nozze non ci separino